# Roger Kindt
Roger Kindt (Etterbeek, 8 september 1945 - Brussel, 3 april 1992) was een Belgisch wielrenner, die beroeps was tussen 1967 en 1976.

## Wielerloopbaan
De Brusselaar Kindt reed met name goed in de in die jaren immens populaire Belgische kermiskoersen, maar startte toch in 1967 in de Ronde van Italië. Al na drie kilometer kon hij na huis door een val waarbij hij zijn sleutelbeen brak. Roger Kindt was een tijd- en streekgenoot van Eddy Merckx en werd in 1970 diens knecht in de Faema-ploeg. 
In 1972 behaalde hij in dienst van de Van Cauter-Magniflex-de Gribaldy-ploeg zijn grootste overwinning, de ochtendetappe van de zesde rit in de Ronde van Spanje. Een ontsnapping met Claudio Michelotto, Jos van der Vleuten, Emile Cambré en José Grande leek teruggepakt te worden door het peloton, totdat dat werd opgehouden door een gesloten spoorwegovergang. Kindt versloeg zijn medevluchters in de sprint. Later dat jaar reed hij de Ronde van Frankrijk, maar zou Parijs niet halen. 
Na een slepende ziekte overleed hij op zesenveertigjarige leeftijd.

## Belangrijkste overwinningen
1972
- 6e etappe a Ronde van Spanje

## Resultaten in voornaamste wedstrijden
| Jaar | Ronde van Italië | Ronde van Frankrijk | Ronde van Spanje |
| ---- | ---------------- | ------------------- | ---------------- |
| 1967 | opgave           |                     |                  |
| 1968 |                  |                     |                  |
| 1969 |                  |                     |                  |
| 1970 |                  |                     |                  |
| 1971 |                  |                     |                  |
| 1972 |                  | buiten tijd         | 54e (1)          |

| Jaar | Milaan-San Remo | Gent-Wevelgem | Ronde van Vlaanderen | Parijs-Tours |
| ---- | --------------- | ------------- | -------------------- | ------------ |
| 1967 |                 |               |                      |              |
| 1968 |                 | 73e           | 74e                  |              |
| 1969 | 79e             |               |                      |              |
| 1970 |                 |               |                      |              |
| 1971 |                 |               |                      | 16e          |
| 1972 |                 | 100e          | 61e                  |              |